# Mário Silésio
Mário Silésio de Araújo Milton (Pará de Minas, 13 de maio de 1913 — Belo Horizonte, 1990) foi um pintor, artista plástico, desenhista e vitralista brasileiro.
Cursou Direito na Universidade Federal de Minas Gerais (UFMG) entre 1930 e 1935 e Pintura na Escola de Belas Artes de Belo Horizonte, a Escola Guignard, entre 1943 e 1949, onde estudou desenho com Alberto da Veiga Guignard e escultura figurativa com Franz Weissmann. 
Foi bolsista do governo francês em Paris, onde estudou no curso de André Lhote. De volta ao Brasil, produziu diversos painéis em edifícios públicos de Belo Horizonte entre 1957 e 1960 e os vitrais da Igreja de Ferros, em 1964. É também de Silésio o mural feito para o Clube dos Engenheiros, em Araruama, no estado do Rio de Janeiro.

## Exposições Individuais
- 1953 - Belo Horizonte MG - Individual, na Galeria Thomas Jefferson
- 1953 - Rio de Janeiro RJ - Individual, no Ibeu
- 1959 - Belo Horizonte MG - Mário Silésio: retrospectiva, no MAP
- 1977 - Belo Horizonte MG - Individual, no Palácio das Artes
- 1985 - Ouro Preto MG - Individual, na Casa dos Contos
- 1985 - Ouro Preto MG - Individual, na Casa dos Contos
- 1986 - São Paulo SP - Individual, no Palácio das Artes

## Exposições Coletivas
- 1948 - Rio de Janeiro RJ - Alunos da Escola Guignard, no IAB/RJ
- 1949 - Rio de Janeiro RJ - Salão de Arte Moderna - menção honrosa
- 1950 - Rio de Janeiro RJ - Salão Nacional de Arte Moderna - medalha de bronze
- 1951 - Belo Horizonte MG - Coletiva, na Escola de Belas Artes
- 1952 - Uberaba MG - Primeira Semana de Arte Moderna em Uberaba - medalha de ouro e Prêmio Honório Esteves
- 1956 - América do Sul e Europa - Coletiva itinerante de artistas brasileiros contemporâneos,organizada pelo MAM/RJ
- 1959 - Leverkusen (Alemanha) - Primeira Exposição Coletiva de Artistas Brasileiros na Europa
- 1959 - Munique (Alemanha) - Primeira Exposição Coletiva de Artistas Brasileiros na Europa, na Kunsthaus.
- 1959 - Viena (Áustria) - Primeira Exposição Coletiva de Artistas Brasileiros na Europa
- 1960 - Hamburgo (Alemanha) - Primeira Exposição Coletiva de Artistas Brasileiros na Europa
- 1960 - Lisboa (Portugal) - Primeira Exposição Coletiva de Artistas Brasileiros na Europa
- 1960 - Madri (Espanha) - Primeira Exposição Coletiva de Artistas Brasileiros na Europa
- 1960 - Paris (França) - Primeira Exposição Coletiva de Artistas Brasileiros na Europa
- 1960 - Rio de Janeiro RJ - Exposição, na Piccola Galeria
- 1960 - Utrecht (Holanda) - Primeira Exposição Coletiva de Artistas Brasileiros na Europa
- 1962 - São Paulo SP - Prêmio Leirner de Arte Contemporânea, na Galeria de Arte das Folhas
- 1966 - Estados Unidos - Coletiva 7 Artistas Mineiros, na Art Gallery of The Brazilian American Cultural Institute
- 1976 - Belo Horizonte MG - Exposição dos Murais das Escolas Municipais de Belo Horizonte
- 1977 - São Paulo SP - Panorama da Pintura Contemporânea, no MAM/SP
- 1981 - Belo Horizonte MG - Alunos de Guignard, na Itaugaleria
- 1984 - São Paulo SP - Coleção Gilberto Chateaubriand: retrato e auto-retrato da arte brasileira, no MAM/SP
- 1988 - Rio de Janeiro RJ - Abstração Geométrica, na Galeria Edifício Gilberto Chateaubriand

## Exposições Póstumas
- 1994 - São Paulo SP - Bienal Brasil Século XX, na Fundação Bienal
- 1996 - Belo Horizonte MG - Consolidação da Modernidade em Belo Horizonte, no MAP
- 1998 - São Paulo SP - Arte Construtiva no Brasil: Coleção Adolpho Leirner, no MAM/SP
- 1999 - Rio de Janeiro RJ - Arte Construtiva no Brasil: Coleção Adolpho Leirner, no MAM/RJ
- 2001 - Fortaleza CE - Retratos: Belchior visto por grandes nomes e por ele mesmo, no Centro Cultural Oboé
- 2003 - Rio de Janeiro RJ - Belchior: retratos e auto-retratos, no Centro Cultural da Justiça Federal
- 2003 - Rio de Janeiro RJ - Ordem x Liberdade, no MAM/RJ
- 2004 - Belo Horizonte MG - Pampulha, Obra Colecionada: 1943-2003, no MAP